# José García Alcázar
José Darío Antonio García Alcázar (General Mosconi, 28 de agosto de 1982) es un cantante y político argentino que supo ser el ganador de Operación Triunfo - 2.ª generación y actualmente es concejal de la Ciudad de Salta.

## Vida personal
José García Alcázar nació en el hospital de Vespucio, General Mosconi perteneciente al Departamento General José de San Martín en el interior de la Provincia de Salta.
Debutó a los 4 años cantando en un festival, la canción "Allá en el rancho grande". Es hijo de un operario de YPF ya jubilado y una humilde humitera llamada Aída a quién García ayudaba con los ingresos familiares vendiendo humitas en las afueras del pueblo que lo vio nacer.

## Operación Triunfo
José participó del segundo programa de Operación Triunfo en Argentina y la particularidad fue que nunca lo nominaron. Ganaría el programa superando a César Palavecino, Federico Maldonado que también era salteño y Florencia Villagra. Realizó un concierto en la Expo Mosconi 2005.
Publicó CDs musicales en donde su ritmo predominante eran las rumbas y los guaynos.

## Vida artística
Es autor de tres discos musicales, "Huellas" "Corazón Norteño" y "Salta". Logró vender hasta ocho mil copias sin tener una gran productora por detrás.
También trabajó en teatro, participando de los musicales "El loco de Asís" de Faroni Producciones y el musical del "Rey León" de Disney en Madrid. También participó del musical de Tarzán en Chile.
En 2014 fue convocado por Flavio Mendoza para ser cantante de su obra Stravaganza que sería parte de la temporada teatral de Villa Carlos Paz. José bajó treinta kilos para poder participar de la obra dirigida por el mediático Mendoza.

## Carrera política
José García decidió participar de la política partidaria en las elecciones provinciales del año 2019. Sería el primer candidato a concejal del Partido Fe que impulsaba a la intendencia a Vitín Lamberto, periodista de Telefé Salta, canal en donde García era movilero.
En las PASO de ese año y en lo que sería su primera incursión política García sacaría un total de 7.632 votos y superaría la barrera del 1,5% de los votos para participar de las elecciones generales. En las elecciones generales José sería la sorpresa porque crecería su caudal de votos a 21.320 votos y sería el tercer candidato más votado. Eso le permitiría ingresar al Concejo Deliberante de la Ciudad de Salta junto a otros dos compañeros de lista, Florencia Mora, médica, y Jorge Altamirano, periodista.En 2021 confirmaría su intención de renovar su banca encabezando la lista de concejales del Partido Fe y siendo secundado por Inés Bennassar, la subsecretaria de deportes y actividad física de la ciudad de Salta. Florencia Mora iría cuarta en la lista. La lista de José García apoyaba la del cantante David Leiva a diputado provincial y a Matías Posadas como senador provincial.
Juró como concejal el 10 de diciembre de 2019 y conformó junto a Florencia Mora el bloque Yo Participo e integró el bloque saencista Identidad Salteña. En su labor como concejal logró aprobar un proyecto para dotar de señalética universal la ciudad de Salta, además fue declarado embajador de la donación voluntaria de sangre.
En 2021 confirmó su intención de renovar su banca encabezando la lista de concejales del Partido Fe y siendo secundado por Inés Bennassar, la subsecretaria de deportes y actividad física de la ciudad de Salta. Florencia Mora fue cuarta en la lista. La lista de José García apoyaba a la del cantante David Leiva a diputado provincial y a Matías Posadas como senador provincial. En las elecciones García Alcázar renovó su banca tras obtener 15.343 votos y lograr dos escaños para el espacio. Juró para su segundo mandato el 3 de diciembre de 2021 y fue designado como presidente del bloque mayoritario Unidos por Salta. 
En 2023 buscó un nuevo mandato como concejal y se presentó como tal adhiriendo a la candidatura a intendente del empresario de medios Emiliano Durand y a la de diputado del doctor Juan José Esteban. García fue el concejal del oficialismo más votado con un total de 28.993 votos obteniendo cinco bancas para el nuevo concejo deliberante. García además obtuvo un mandato de cuatro años tras la reforma de la constitución provincial. 
En julio de 2023 solicita la creación de un nuevo puente peatonal para los vecinos de Villa Asunción
Con la renovación del cuerpo de concejales en diciembre de 2023 resultó electo por sus pares como vicepresidente primero para el periodo 2023-2025 del Concejo Deliberante de la Ciudad de Salta.